# Pensió
Una pensió és una prestació econòmica que es rep pel fet de satisfer determinades circumstàncies. Les pensions generalment venen associades als sistemes de previsió social.
A la majoria de països existeixen sistemes de previsió social, ja siguin públics o privats, que estableixen sistemes de pensions davant de determinades contingències com ara la vellesa, la malaltia, la invalidesa, la viduïtat o l'orfandat i que actuen com a mecanismes sostenidors de la renda i permeten mitigar les situacions de pobresa moltes vegades associades a aquestes circumstàncies.
Altres tipus de pensions són les pensions alimentàries o les pensions de separació.
Les pensions es paguen generalment en forma de renda. No obstant alguns sistemes de pensions preveuen la possibilitat de rebre les prestacions en forma de capital.

## Sistemes de Pensions
Els sistemes de pensions es poden classificar de diverses maneres. Des del punt de vista del finançament els sistemes de pensions es poden classificar en sistemes de repartiment o sistemes de capitalització.
- Sistemes de repartiment (o PAYG, Pay-as-you-go en anglès). En els sistemes de repartiment les prestacions actuals són finançades amb les contribucions actuals. Un exemple de sistema de repartiment és el sistema públic de pensions contributives espanyol.
- Sistemes de capitalització. En els sistemes de capitalització, les aportacions van a parar a un fons individualitzat que s'inverteix (generalment en actius financers) i, en el moment de la contingència que origini el dret a pensió, les prestacions es pagaran amb el capital. Un exemple de sistema de capitalització són els plans i fons de pensions individuals.

Generalment s'associen els sistemes de repartiment amb els sistemes públic i els sistemes de capitalització però això no sempre és així. Des del punt del risc els sistemes de pensions poden ser d'aportació definida o d'aportació definida.
- Sistemes de prestació definida. En els sistemes de prestació definida el beneficiari té la certesa de la pensió que rebrà en el futur independentment de les aportacions realitzades. El risc recau sobre l'empresa gestora. Un exemple serien els plans empresarials que garanteixen als treballadors complementar la pensió fins a completar el 100% de l'últim salari.
- Sistemes d'aportació definida. En els sistemes d'aportació definida les prestacions venen determinades per les aportacions realitzades més el rendiment que hagin generat. En aquest tipus de sistemes el risc recau sobre el beneficiari. Un exemple de sistemes d'aportació definida són els fons de pensions.

La tendència actual és a substituir els sistemes de prestació definida per sistemes d'aportació definida, ja que en aquests el risc recau sobre el beneficiari i no sobre l'empresa gestora del fons.
Des del punt de vista de la gestió els sistemes de pensions poden ser de gestió pública o privada.
- Sistemes públics. En els sistemes públics de pensions la tasca de gestionar el sistema de pensions recau en l'estat. Un exemple de sistema públic de pensions és el sistema espanyol de Seguretat Social.
- Sistemes privats. En els sistemes privats de pensions la tasca de gestionar el sistema de pensions recau en la iniciativa privada. Un exemple de sistema privat és el sistema de pensions Xilè.

Des del punt de vista de la contributiu els sistemes de pensions poden ser contributius o no contributius.
- Sistemes contributius. En els sistemes contributius com a requisit per accedir a una pensió s'ha d'haver contribuït abans al sistema de pensions.
- Sistemes no contributius. En els sistemes no contributius no existeix el requisit d'haver contribuït abans al sistema per tal d'accedir a la pensió. És una Prestació econòmica individualitzada, de caràcter periòdic, per a majors de 65 anys que no poden acollir-se al sistema contributiu de pensions i que no tenen recursos econòmics suficients.

En la majoria de països conviuen ambdós sistemes i el sistema no contributiu va destinar a les persones que no poden acollir-se a una pensió del tipus contributiu.

## En diferents països
Una persona pot jubilar-se a qualsevol edat que desitgi. No obstant això, la legislació fiscal del país o les normes estatals de pensions per edat solen significar que en un determinat país una certa edat es considera l'edat estàndard de jubilació. Atès que l'esperança de vida augmenta i més persones arriben a la vellesa, en molts països l'edat de jubilació s'ha incrementat al segle 21, sovint de manera progressiva.
L'edat estàndard de jubilació varia de país a país, però normalment és de 50 a 70 anys (segons les últimes estadístiques de 2011). En alguns països, aquesta edat difereix per a homes i dones, encara que en alguns països això recentment ha estat qüestionat (p. ex., a Àustria), i en alguns països les edats s'han alineat. La taula a continuació mostra les diferències en l'edat que dona dret a rebre prestacions estatals per edat als Estats Units i molts països europeus, segons l'OCDE.
Als Estats Units, mentre que l'edat estàndard de jubilació per a la seguretat social o assegurança per pèrdua del sostenidor principal (OASI) era de 65 anys per a obtenir prestacions completes, aquesta s'està augmentant gradualment fins als 67 anys per a l'any 2027. Els funcionaris públics sovint no estan coberts per la seguretat social, però tenen els seus propis programes de pensions. Els policies als Estats Units, generalment, poden jubilar-se amb mitja paga després de 20 anys de servei o amb tres quartes parts de la paga després de 30 anys, permetent jubilar-se a l'inici dels 40 anys. Els membres de les forces armades dels Estats Units poden optar per jubilar-se després de 20 anys de servei actiu. (Vegeu també: pensió militar i pensió militar.) S'utilitza un sistema especial d'acumulació de pensions. L'estructura multidimensional incentiva els empleats a estalviar almenys prou per a obtenir la contraprestació completa de l'ocupador, augmentant efectivament els seus estalvis.
A Dinamarca, la jubilació anticipada es diu efterløn, i per a això cal complir certs requisits, com ara contribuir al mercat laboral durant almenys 20 anys. L'edat de jubilació anticipada i ordinària varia segons la data de naixement de la persona que presenta la sol·licitud de pensió.
A França, l'edat de jubilació era de 60 anys, i el dret de pensió completa s'assolia als 65 anys; el 2010 aquesta edat es va incrementar fins als 62 i 67 anys respectivament, augmentant-se gradualment durant els següents vuit anys.
A Letònia, l'edat de jubilació depèn de la data de naixement de la persona que presenta la sol·licitud de pensió.
A Espanya es va decidir augmentar gradualment l'edat de jubilació de 65 a 67 anys des del 2013 fins al 2027.